# Jim Hall (musicien)
Pour les articles homonymes, voir Hall et Jim Hall.
James Stanley Hall (né à Buffalo dans l'État de New York le 4 décembre 1930 et mort à New York le 10 décembre 2013,,) est un guitariste américain de jazz.

## Carrière
Après des études à l'Institut de musique de Cleveland, Jim Hall part pour Los Angeles. Il y étudie la guitare classique avec Vincente Gómez, et commence à s'y faire connaître à la fin des années 1950. Il joue avec le quintette de Chico Hamilton en 1955 et 1956, avec le trio de Jimmy Giuffre en 1956-1959.
En 1960, Jim Hall s'installe à New York. Il entame alors une série de collaborations avec nombre de musiciens très réputés. Par l'intermédiaire du producteur Norman Granz il accompagne Ella Fitzgerald en 1960-1961. Ils réalisent ensemble une tournée en Amérique du sud, jouant près de trois semaines à Rio de Janeiro puis descendent vers le sud en passant par São Paulo, Montevideo et Buenos Aires. Cette tournée permet à Hall de découvrir Astor Piazzolla et de nouveaux sons avec le tango ou encore la bossa nova qui émerge à cette époque.
En 1962, il enregistre deux albums importants au sein du quartet de Sonny Rollins, l'un avant-gardiste, The Bridge, l'autre fortement inspiré par les musiques d'Amérique latine, What's New?. Il explore au cours des années soixante le free jazz et le jazz d'avant-garde aux côtés de Art Farmer, Jimmy Giuffre, Steve Swallow, Bill Evans ou George Russell. À cette époque, Jim Hall a beaucoup apporté à la guitare jazz, faisant d'elle un instrument d'accompagnement, qui remplace le piano, donnant ainsi aux groupes un son original. Il a enregistré de nombreux albums en tant que sideman, notamment avec Paul Desmond, Art Farmer, Jimmy Giuffre, et Sonny Rollins.
Jim Hall affectionne tout particulièrement les duos, qui ont fait sa renommée au travers des albums enregistrés avec Bill Evans en 1962 et 1966 (Undercurrent et Intermodulation) ou Ron Carter en 1972 (Alone Together).
Ayant acquis une solide réputation, Jim Hall a ensuite poursuivi sa carrière en tant que leader, accompagné par les plus grands noms du jazz. Il incorpore souvent dans ses formations de jeunes musiciens prometteurs, comme Geoffrey Keezer (en). Son style n'a cessé d'évoluer, laissant transparaître à la fois sa grande connaissance de la composition classique et son goût pour la musique moderne. Ses derniers albums sont ainsi très expérimentaux, que les œuvres soient originales ou issues du répertoire des standards.
En 1998, il reçoit le Prix Jazzpar, prix danois récompensant un musicien de jazz pour sa carrière.

## Discographie
(discographie partielle)

### En tant que leader ou coleader
- 1957 : Jazz Guitar (avec Carl Perkins et Red Mitchell)
- 1957 : Street Swingers (avec Bob Brookmeyer)
- 1960 : Good Friday Blues (avec the Modest Jazz Trio)
- 1962 : Undercurrent (duo avec Bill Evans)
- 1965 : Bossa Antigua avec Paul Desmond
- 1966 : Intermodulation (duo avec Bill Evans)
- 1969 : It's Nice To Be With You
- 1971 : Where Would I Be?
- 1972 : Alone Together (avec Ron Carter)
- 1975 : Concierto (avec Ron Carter, Chet Baker, Paul Desmond, etc)
- 1975 : Live ! (enregistré en juin 1975 au Bourbon Street à Toronto avec Don Thompson et Terry Clarke)
- 1976 : Jim Hall Live in Tokyo
- 1976 : Commitment
- 1978 : Jim Hall & Red Mitchell (duo enregistré live au Club Sweet Basil)
- 1978 : Big Blues avec Art Farmer (Quintet enregistré à l'Electric Lady Studios, CTI Records)
- 1981 : Circles
- 1982 : Studio Trieste
- 1986 : Three
- 1988 : These Rooms
- 1989 : All Across the City
- 1990 : Live at Town Hall vol 1-2
- 1991 : Subsequently
- 1993 : Youkali
- 1993 : Alone Together
- 1993 : Dedications and Inspirations
- 1993 : Something Special
- 1995 : Dialogues
- 1995 : Live at the Village West (avec Ron Carter)
- 1997 : Textures
- 1998 : By Arrangement
- 1999 : Jim Hall & Pat Metheny
- 2000 : Grand Slam: Live at the Regatta Bar (avec Joe Lovano)
- 2001 : Jim Hall & Basses
- 2008 : Hemispheres (Jim Hall & Bill Frisell)

### En tant que sideman
Avec Hampton Hawes

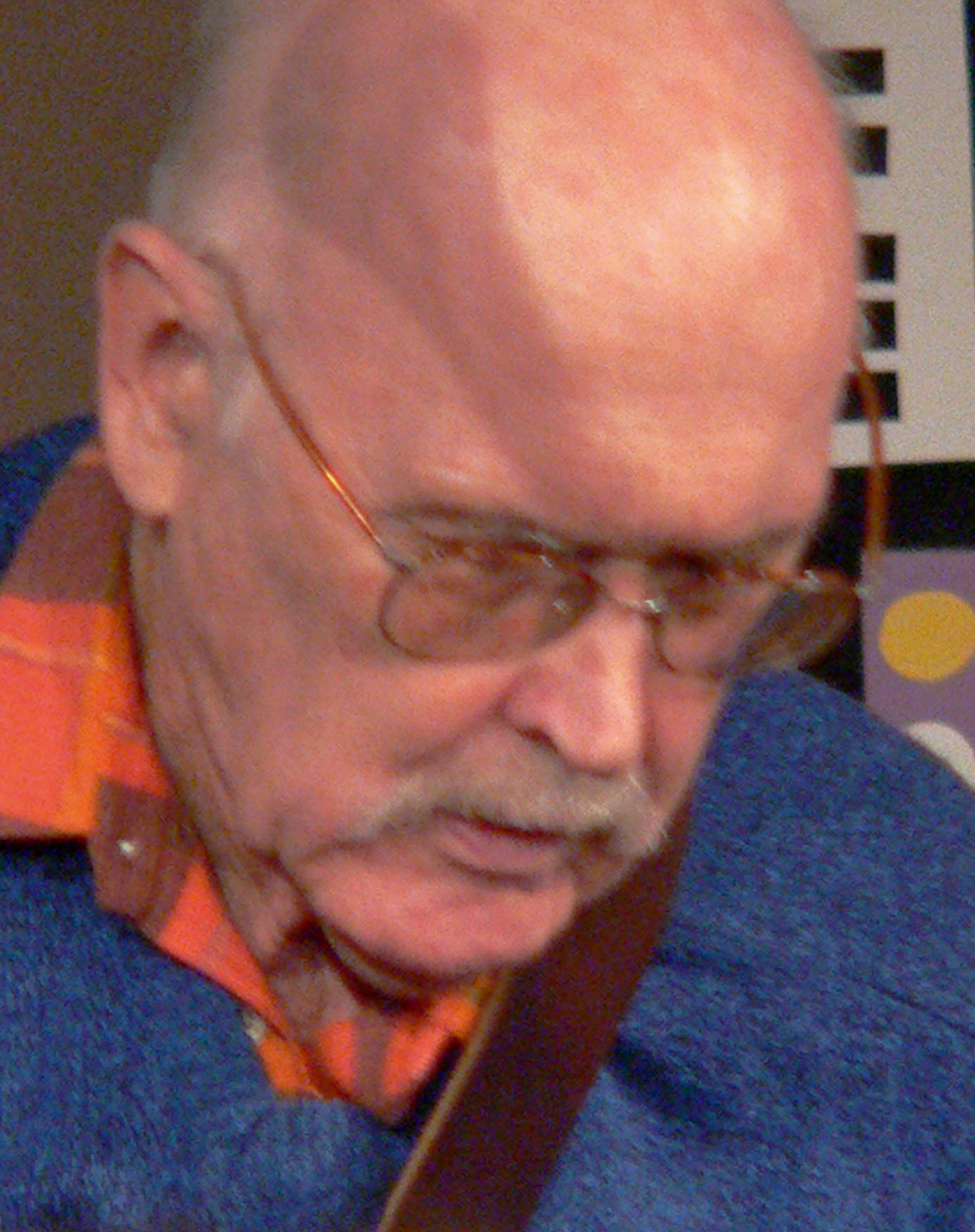
Jim Hall à Dayton en 2005.

- 1956 : All Night Session (3 albums - Definitive Records)

Avec Jack Montrose
- 1965 : Blues and Vanilla (RCA Victor Records)

Avec Bob Brookmeyer
- 1957 : Traditionalism Revisited (Pacific Jazz Records)
- 1958 : Street Swingers (Pacific Jazz Records)

Avec Jimmy Giuffre
- 1958 : Western Suite (Atlantic)

Avec Lee Konitz
- 1959 : You And Lee (Verve)
- 1967 : The Lee Konitz Duets (sur deux titres - Milestone)

Avec Ella Fitzgerald
- 1960 : Ella in Berlin: Mack the Knife (Verve)

Avec Manny Albam
- 1962 : Jazz Goes to the Movies (Impulse!)

Avec Sonny Rollins
- 1962 : The Bridge (RCA Victor)
- 1962 : What's New? (RCA Victor)

Avec Bill Evans
- 1962 : Interplay
- 1962 : Loose Blues

Avec Art Farmer
- 1962 : Listen to Art Farmer and the Orchestra (Mercury)
- 1963 : Interaction (Atlantic)
- 1963 : Live at the Half-Note (Atlantic)
- 1964 : To Sweden with Love (Atlantic)

Avec Gary Burton
- 1963 : Something's Coming! (RCA)

Avec Gerry Mulligan
- 1963 : Night Lights (Philips)

Avec Ornette Coleman
- 1972 : Broken Shadows (Columbia)

Avec Paul Desmond
- 1963 : Take Ten (RCA Victor Records)
- 1995 : The Paul Desmond Quartet with Jim Hall (Giants of Jazz/ita)

## Récompenses
- 2004 : National Endowment for the Arts Jazz Master[5]
- 2006 : Chevalier des Arts et des Lettres[6]